# New Hempstead
New Hempstead är en ort (village) i Rockland County i delstaten New York. Vid 2010 års folkräkning hade New Hempstead 5 132 invånare.